# Eugeissona brachystachys
Eugeissona brachystachys är en enhjärtbladig växtart som beskrevs av Henry Nicholas Ridley. Eugeissona brachystachys ingår i släktet Eugeissona och familjen Arecaceae. Inga underarter finns listade i Catalogue of Life.